# HMCS Cayuga
Lo HMCS Cayuga (pennant number R04, poi DDE218) fu un cacciatorpediniere della Royal Canadian Navy appartenente alla classe Tribal, entrato in servizio nell'ottobre 1947.
Impostato in piena seconda guerra mondiale, il cacciatorpediniere entrò in servizio troppo tardi per prendere parte al conflitto, ma tra il 1950 e il 1954 svolse tre turni di servizio nelle acque della penisola coreana durante gli eventi della guerra di Corea. Di base inizialmente a Esquimalt sulla costa occidentale del Canada, dal 1959 fu di base ad Halifax sulla costa orientale, servendo come unità d'addestramento. Radiata dal servizio nel febbraio 1964, la nave fu avviata alla demolizione un anno più tardi.

## Storia
Ordinata ai cantieri della Halifax Shipyard di Halifax nell'aprile 1942, la nave venne impostata il 7 ottobre 1943 e quindi varata il 28 luglio 1945 con il nome di HMCS Cayuga in onore dell'omonimo popolo di nativi canadesi; l'unità entrò ufficialmente in servizio il 20 ottobre 1947 e, dopo, le prove in mare, il 4 febbraio 1948 salpò dalla Nuova Scozia per la sua base di destinazione, Esquimalt lungo la costa canadese affacciata sull'oceano Pacifico.
La nave rimase di stanza nella Columbia Britannica svolgendo missioni varie. Tra il 14 e il 22 febbraio 1950 il Cayuga fu mobilitato per cercare i resti di un bombardiere Convair B-36 della United States Air Force, precipitato nelle acque dello Stretto di Hecate al largo dell'Isola della Principessa Reale durante un'esercitazione con un'arma nucleare a bordo: prima di essere costretta a interrompere le ricerche, l'unità canadese riuscì a trarre in salvo otto dei tredici membri dell'equipaggio del bombardiere.
Il 5 luglio 1950 il cacciatorpediniere salpò per Sasebo in Giappone per unirsi alle forze navali alleate delle Nazioni Unite, impegnate contro la Corea del Nord nel conflitto appena scoppiato nella penisola coreana; tra le sue prime missioni, il 4 dicembre il Cayuga, insieme ai cacciatorpediniere HMCS Athabaskan e HMCS Sioux, coprì l'evacuazione delle forze alleate dal porto di Namp'o. Nel corso della guerra di Corea il Cayuga portò a termine tre dispiegamenti operativi nelle acque coreane, alternati a rientri a Esquimalt: dal 5 luglio 1950 al 7 aprile 1951, dal 19 luglio 1951 al 14 giugno 1952, dal 25 novembre 1953 al 16 dicembre 1954. Nel 1952, durante l'intervallo tra il secondo e il terzo dispiegamento in Corea, la nave venne riequipaggiata come cacciatorpediniere di scorta.
Dopo il rientro in Canada nel dicembre 1954, a ostilità concluse, il Cayuga spese i successivi quattro anni svolgendo il ruolo di unità d'addestramento nelle acque della costa occidentale canadese; nel gennaio 1958 il cacciatorpediniere intraprese, insieme ad altre unità canadesi, una crociera di visita e addestramento nei mari dell'Estremo Oriente. Nel gennaio 1959 la nave si trasferì nuovamente ad Halifax, dove continuò a svolgere il ruolo di nave scuola per i successivi cinque anni nelle acque dell'oceano Atlantico. Il cacciatorpediniere fu infine ritirato dal servizio attivo il 27 febbraio 1964; l'anno successivo lo scafo fu venduto per la demolizione e quindi smantellato nei cantieri di Faslane in Scozia.